# Río Narotlykol
El río Narotlykol (en ruso: Наротлыкол) es un río del Gran Cáucaso en el distrito de Karacháyevsk de la república de Karacháyevo-Cherkesia del sur de Rusia. Es un componente del río Dzhinguirik, afluente del Teberdá, que desemboca en el río Kubán.

## Curso
El río nace en las vertientes septentrionales del monte Brush-Syrty. Su curso de aproximadamente 9.8 km desciende por un valle de alta montaña, en dirección sureste en su curso superior-medio y al norte en el inferior, hasta llegar a su confluencia con el Kairaklik para formar el río Dzhinguirik (es el componente por la orilla derecha).